# Randers (commune)
Pour la ville qui donne son nom à la commune, voir Randers.
Randers est une commune du Danemark, située dans la région du Jutland-Central ; c’est aussi le nom de son chef-lieu, et d’une ancienne commune d’avant la réforme communale (voyez plus bas). La commune comptait 98 988 habitants en 2022, pour une superficie de 748,2 km2.

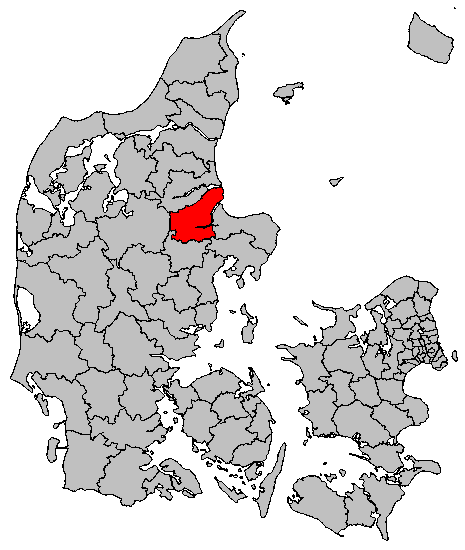
La commune de Randers

L’ancienne commune d’avant la réforme communale de 2007 a fusionné avec celles de Langå, Nørhald, Purhus, avec une moitié de celle de Sønderhald (le reste allant dans la commune de Norddjurs), ainsi que la paroisse de Havndal (de la commune de Mariager, le reste s’intégrant dans Mariagerfjord).

## Politique
| Période          | Période          | Identité                | Étiquette        | Qualité |
| ---------------- | ---------------- | ----------------------- | ---------------- | ------- |
| 1er janvier 2007 | 31 décembre 2013 | Henning Jensen Nyhuus   | Social-démocrate |         |
| 1er janvier 2014 | 31 décembre 2017 | Claus Omann Jensen (da) | Venstre          |         |
| 1er janvier 2018 | En cours         | Torben Hansen           | Social-démocrate |         |